# Évreux-i Johanna francia királyné
Évreux-i Johanna (Évreux, 1310 – Brie-Comte-Robert, 1371. március 4.) Franciaország királynéja, IV. (Szép) Károly utolsó, harmadik felesége és félunokatestvére, Louis d’Évreux és Artois-i Margit leánya, III. Fülöp navarrai király nővére volt.

## Élete
Miután Luxemburgi Mária, Szép Károly második felesége 1324-ben egy baleset során meghalt, a még mindig gyermektelen uralkodó sürgősen feleség után nézett. Kiszemeltje Johanna lett, atyja, IV. (Szép) Fülöp király féltestvérének, Évreux grófjának leánya. Mivel túl közeli rokonságban voltak, XXII. János pápától kértek diszpenzációt, melynek birtokában 1325. szeptember 23-án összeházasodtak.
Johanna, akit 1326. május 11-én koronáztak királynévá a Sainte-Chapelle-ben, végre gyermekeket szült férjének – igaz, csak lányokat, ők pedig az 1316-ban „meglelt” ún. „száli törvény” szerint nem örökölhettek. 1326-ban született meg a kis Johanna, 1327-ben pedig Mária. Amikor 1328. február 1-jén Károly meghalt, felesége ismét terhes volt. Ha fiút szült volna, a csecsemőre szállt volna a trón, de április 1-jén a kis Blanka világrajöttével végleg szertefoszlott annak reménye, hogy az egyenes ági Capeting-öröklődés folytatódjon. A trónt Károly és Johanna unokatestvére, Charles de Valois fia, VI. (Szerencsés) Fülöp örökölte.
Johanna özvegyként a korábban megszokottól eltérően nem vonult kolostorba, mi több, hátralevő hosszú életében híres művészetpártolóvá vált. A hozzá köthető legismertebb alkotás egy díszes, miniatúrákkal bőségesen dekorált Hóráskönyv, amit Jean Pucelle-lel készíttetett el. 1339-ben számos műtárgyat adományozott a Saint-Denis-i apátságnak, így egy Sainte-Chapelle-inek nevezett ereklyetartót, Szent János aranyszobrát, egy királyi koronát és két Szűz Mária-szobrot. (Ezek közül a legjelentősebb művészeti értékkel az „Évreux-i Johanna Szűze” bír: az aranyozott ezüstalkotás a korabeli párizsi ötvösművészet kiemelkedő színvonaláról tanúskodik, illetve egy új, bensőséges szobortípus – a Szűz és a Gyermek – egyik legkorábbi megnyilvánulása.)
Johanna 1371-ben, saját Brie-Comte-Robert-i kastélyában hunyt el. Feljegyezték róla, hogy a korban szintén szokatlan módon szarkofágjának őt alvás közben ábrázoló fedőlapját (gisant) még saját életében elkészíttette. Testét Saint-Denis királyi temetkezési helyén helyezték örök nyugalomra; szíve a párizsi minoritákhoz, egyéb belső szervei pedig a maubuissoni apátságba kerültek.

## Gyermekei
- Johanna (1326. május 11-e előtt – 1327. január 16-a előtt)
- Mária (1327 – 1341.október. 6-án)
- Blanka (1328 április 1-jén – 1392 február 7-én), 1345-ben Fülöp orléans-i herceg (1336 – 1375) felesége lett.